# Віштинецьке озеро
Віштинецьке озеро (Віштітіс, лит. Vištyčio ežeras, нім. Wystiter See, іноді називається «Європейським Байкалом») — озеро в Нестеровському районі на кордоні Калінінградської області Росії та Маріямпольського повіту Литви. Найбільше, а також глибоке й чисте озеро Калінінградській області — його площа становить більше половини загальної площі озер і ставків Калінінградській області

## Географія і гідрологія
Площа водного дзеркала озера становить близько 18 квадратних кілометрів, максимальна глибина — 54 метри. Обсяг вод Віштинецкого озера становить 285 000 000 кубометрів. Абсолютна висота над рівнем моря 172,4 метра. Вік 20 тисяч років, що на 10 тисяч років більше ніж у Балтійського моря. Льодовикового походження. Озеро має клиноподібну форму і тягнеться з північно-північного заходу на південно-південний схід. Його довжина становить 8,1 км, найбільша ширина (на широті бухти Тиха) — 4,2 км, довжина берегової лінії — 25 км.
У озеро впадає 12 річок і струмків Віштинецкої височини, зокрема, в південну частину озера впадають дві невеликі річки — Черниця і Безіменна, поточні з території Польщі. Єдина річка, що випливає з водойми, і перебуває на півночі — Пісса. Тільки п'ять з дванадцяти впадають в озеро струмків мають стік цілий рік. Сумарна витрата цих струмків — близько 4 м³/с. Решта струмків в сухі літні місяці пересихають або не мають стоку взимку. Сумарна витрата річок, що беруть початок у Польщі не більше 1 м³/с.
Озеро глибоководне, його ділянки з глибинами менше 10 метрів займають 30 % озера. Переважаючі глибини 15-20 метрів. Віштинецкое озеро має 6 великих западин, найглибша з них — Північна глибиною 54 м. Інші западини: Центральна (46 м), Піонерська (45 м), Південна (44 м), Вузька (31 м) і западина в південній частині бухти Тиха в районі мису Піонерський. Береги дуже звивисті, особливо у західній частині, з утворенням безлічі бухт. Найбільша — бухта Тиха (площа понад 100 гектарів). На заході озера невеликий острів близько 200 метрів в довжину і до 60 метрів в ширину.
Вода в центрі озера відрізняється досить високою для малих водоймищ величиною умовної (відносної) прозорості — до 6-8 метрів. Ця величина схильна до значних коливань як за площею озера, так і в часі. Найнижча прозорість — менше 1 метр (у вегетаційний період) в Західній затоці. У відкритому озері максимальна прозорість зазвичай спостерігається в північній улоговині, в південній вона, як правило, менше. Колір води переважно зеленуватих-зеленувато-бурих тонів.
Близько чотирьох місяців у році озеро покрите льодом. Товщина льоду в лютому може доходити до 40-45 см, в березні — до 30-35 см. Однак тривалість льодоставу і товщина льоду залежить від суворості зими і погодних умов кожного конкретного року.

## Фауна

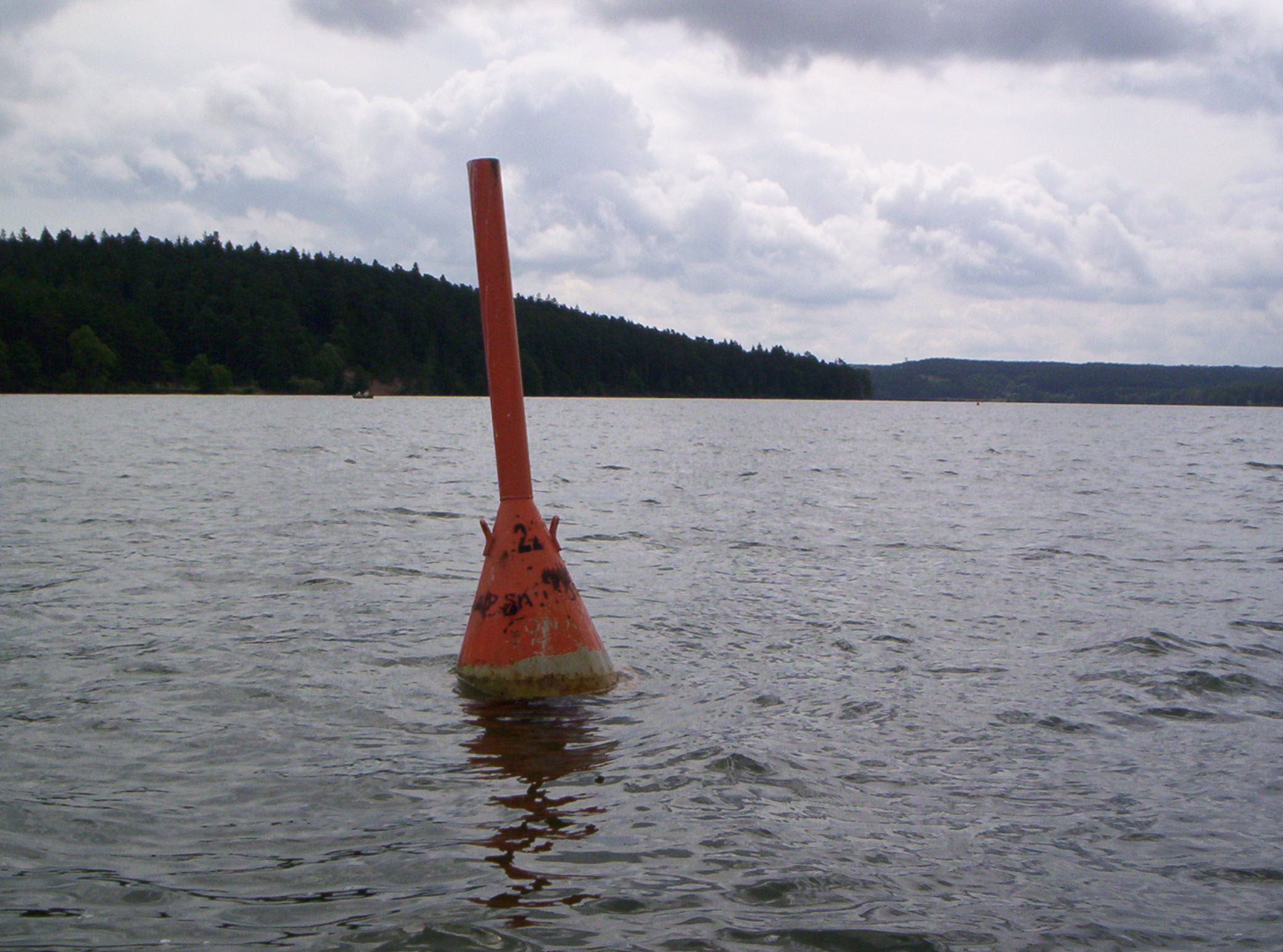
Прикордонний буй на Віштинецькому озері

В озері мешкають 22 види риб. Основні види — озерний сиг і європейська ряпушка. З цінних видів риб потрібно відзначити європейського вугра і миня. Промислове значення мають також щука, окунь, плотва, лин. Місцеві жителі стверджують з цього приводу, що в озері водиться «червона риба ряпушка, яка не водиться більше ніде». В озері мешкають 150 видів безхребетних, у тому числі різні мікроскопічні рачки, молюски та інші. На Великій затоці Віштинецкого озера гніздяться лебеді і качки.
По дзеркалу озера проходить державний кордон між Литвою і Росією (Калінінградською областю). Із загальної площі озера в 17,83км² Росії належить 12,39км², а 5,44км² належить Литві. Литовська частина збільшилася на 0,4км² після ратифікації Російсько-Литовського договору про кордон в 2003 р. Також передбачається оренда Литвою у Росії 525 га озера. Проте в цей час (через 13 років) договір про оренду не укладено.
До західного (російського) берега озера примикає Ромінтенська пуща.
Віштинецьке озеро гарне місце для відпочинку і рибалки. На його берегах знаходяться піщані пляжі, туристичні бази та табори відпочинку. На литовському березі на північному узбережжі розташоване селище Віштітіс, на східному узбережжі — селище Чіжіжкі.

## Екологія
Багаторічні спостереження показують, що на Віштинецком озері відбувається поступове заростання водоростями західної, мілководної частини водойми. Негативний вплив на екологію надавала качина ферма, яка містилася в північній затоці бухти в 60-ті — на початку 70-х рр..
З 1975 р. озеро є пам'яткою природи. Зараз Віштинецьке озеро — центр комплексного державного природного заказника, площею 335км². Заказник був організований з метою збереження біорізноманіття наземних хребетних (чорний лелека, скопа, великий і малий підорлик, деркач, синяк, білоспинний дятел, ропуха очеретяна, унікальна популяція благородного оленя і т. д.) і проведення науково-дослідних робіт (комплексні еколого- фауністичні дослідження наземних хребетних, зоологічний моніторинг, вивчення популяції благородного оленя).